# Tạ Quang Ngọc
Tạ Quang Ngọc (sinh ngày 15 tháng 11 năm 1944) là nguyên Bộ trưởng Bộ Thủy sản Việt Nam, Ủy viên Ban Chấp hành Trung ương Đảng Cộng sản Việt Nam khóa VIII và khóa IX.
- Ông là con trai của nhà báo, nhà trí thức lão thành Quang Đạm (Tạ Quang Đệ), cháu nhà khoa học Tạ Quang Bửu, quê ở xã Nam Hoành, huyện Nam Đàn, tỉnh Nghệ An. Ông theo học trường Thủy sản Trung ương, là kỹ sư thủy sản và công tác liên tục trong ngành thủy sản.
- Ông là Ủy viên Ban Chấp hành Trung ương Đảng Cộng sản Việt Nam các khóa 8 (1996 - 2001) và 9 (2001 - 2006).[1]
- Ngày 6 tháng 11 năm 1996 ông kế nhiệm ông Nguyễn Tấn Trịnh giữ chức Bộ trưởng Bộ Thủy sản.[2] Nhiệm kỳ của ông kéo dài đến năm 2007.[3]
- Sau khi nghỉ ở Bộ Thủy sản, ông giữ chức vụ Phó Chủ tịnh Hội Sinh vật cảnh Việt Nam,[4] Chủ tịch Hội Hữu nghị Việt Nam - Thái Lan,[5] Chủ tịch Hội KHKT Lạnh và Điều hòa không khí Việt Nam,[6] Chủ tịch Liên đoàn Điền kinh Việt Nam.[7]